# Hans Carl Nipperdey
Hans Carl Nipperdey (* 21. Januar 1895 in Berka; † 21. November 1968 in Köln) war ein Jurist, der zur Zeit des Nationalsozialismus und in der später gegründeten Bundesrepublik Deutschland als Professor für Bürgerliches Recht, Handels- und Arbeitsrecht tätig war und eine führende Rolle bei der Gleichschaltung der Betriebe einnahm. Er war zunächst in Jena und ab 1925 in Köln tätig. In den Jahren 1954 bis 1963 war er der erste Präsident des Bundesarbeitsgerichts in Kassel und prägte das im europäischen Vergleich restriktive deutsche Streikrecht.

## Leben
Nipperdey besuchte die Schule in Bad Berka und Jena. Das Abitur legte er 1913 in Weimar ab. Ab Ostern 1913 studierte er Rechtswissenschaften, vor allem an der Universität Jena (unterbrochen von freiwilliger Kriegsteilnahme am Ersten Weltkrieg bis Dezember 1914). Im Juni 1916 legte er das 1. Staatsexamen und gleich danach das Rigorosum ab. Ohne Abschluss des Referendariats ging er 1919 zu Heinrich Lehmann und Justus W. Hedemann in Jena, um sich dem neuen Wirtschafts- und Arbeitsrecht zuzuwenden. Im Oktober 1920 habilitierte er sich für Bürgerliches und Handelsrecht. 1924 wurde er zum außerordentlichen Professor ernannt. 1925 wurde er nach Köln berufen, wo er die Nachfolge des Lehrstuhls von Heinrich Mitteis antrat. Nipperdey wurde schnell im Rechtswesen bekannt, erste Juristentagsbeiträge erschienen 1926 und 1928. An der Universität Köln blieb er bis 1963. Er war dreimal Dekan – vor 1933 und nach 1945. Er baute das Juristische Seminar aus und war wesentlich an der Gründung der Institute für Arbeits-, Wirtschafts- und Auslandsrecht (1929) und für Sozialrecht (gegründet 1963) beteiligt. Von 1952 bis 1958 war Nipperdey zudem Mitglied des Verfassungsgerichtshofes für das Land Nordrhein-Westfalen.

### Zeit des Nationalsozialismus
Nipperdey war von den Bestimmungen des „Gesetzes zur Wiederherstellung des Berufsbeamtentums“ nicht betroffen, denn er hatte „nur“ eine „jüdische Urgroßmutter“. 1933 schloss er sich der SA an. Er konnte seine Lehrtätigkeit fortsetzen und war in der nationalsozialistischen Rechtswissenschaft tätig. Ab August 1933 unterstützte er den Ministerialdirektor im Reichsarbeitsministerium  Werner Mansfeld bei der Herausgabe der neuen, linientreuen Zeitschrift Deutsches Arbeitsrecht gemeinsam mit Hermann Dersch, Friedrich Syrup und Rudolf Joerges. Nipperdey wurde Mitglied der Akademie für Deutsches Recht und beteiligte sich hier mit an der Erarbeitung eines Volksgesetzbuches – eines Versuchs, das Bürgerliche Gesetzbuch durch ein an den Prinzipien des Nationalsozialismus ausgerichtetes Zivilgesetzbuch zu ersetzen. Nipperdey beteiligte sich während des Zweiten Weltkriegs am Kriegseinsatz der Geisteswissenschaften. Er gehörte zu den führenden Rechtswissenschaftlern, welche die Anpassung des Arbeitsrechts an die Ideologie des Nationalsozialismus vorantrieben. Zusammen mit Alfred Hueck hat Nipperdey 1934 durch das von ihnen ausgearbeitete nationalsozialistische Gesetz zur Ordnung der nationalen Arbeit das Wirtschaftsleben unter dem Hakenkreuz quasi gleichgeschaltet und somit auch in den Betrieben das Führerprinzip eingeführt und beseitigte damit die letzten Reste des Weimarer Arbeitsrechts. Den Vorgesetzten wurde damit absolute Befehlsgewalt übertragen, wodurch die Untergebenen als „Gefolgschaft“ (nicht etwa Belegschaft) zum unbedingten Gehorsam verpflichtet wurden. Im Vorwort des Gesetzes erklärte er: „was vor allem nötig ist, ist die Erziehung zur rechten Gesinnung“.

### Nachkriegszeit
Nipperdey wandte seine im Nationalsozialismus entwickelten Überzeugungen zum Arbeitsrecht auch in seinem Wirken als Richter in der Bundesrepublik Deutschland an. Er hat somit das restriktive deutsche Arbeitsrecht bis heute nachhaltig geprägt.
In einem Gutachten zum Zeitungsstreik von 1952 gegen die Verabschiedung des Betriebsverfassungsgesetzes begründete Nipperdey das Recht auf Schadenersatz von bestreikten Unternehmen.
Diese Auffassung setzte er auch 1958 als Vorsitzender Richter des Bundesarbeitsgerichtes im Urteil gegen den 1956 durch die IG Metall geführten Streik um die Lohnfortzahlung im Krankheitsfall als Richterrecht durch. Seine Urteilsbegründung verweist auf den Verstoß der Gewerkschaft den Streik wenige Tage vor Ende der tarifvertraglichen Friedenspflicht begonnen zu haben. Die Gewerkschaft gab an, dass keine Einigung mit den Arbeitgebern möglich war und der Zeitpunkt des Streikbeginns daher keine Rolle spielte. Nipperdey beharrte in seinem Urteil auf der Friedenspflicht und führte zudem an, dass es niemals vorhersehbar gewesen wäre, ob es nicht doch noch zu einer Einigung innerhalb der wenigen verbliebenen Tage bis zum Ende der Friedenspflicht hätte kommen können und sich darauf die Pflicht zum Schadenersatz gründet (BAG, Urteil vom 31. Oktober 1958, Az. 1 AZR 632/57). Das Streikziel begründete keinen Schadensersatzanspruch. Den Arbeitgebern wurden wegen der durch die IG Metall verletzten Friedenspflicht 38 Millionen Deutsche Mark Schadenersatz zugestanden. Unbeschadet durch Nipperdeys Urteil hatte der Streik der IG Metall richtungsweisende Auswirkungen auf die Entstehung des Entgeltfortzahlungsgesetzes von 1969.
Nipperdey gründete das Institut für Arbeits- und Wirtschaftsrecht der Universität zu Köln der rechtswissenschaftlichen Fakultät der Universität. Er war Herausgeber und Autor wichtiger Werke im Bereich des Arbeitsrechts und des allgemeinen Zivilrechts. Ferner äußerte er sich im Bereich der Grundrechte, wo er u. a. die Theorie der unmittelbaren Drittwirkung der Grundrechte vertrat und hier maßgeblich an der damaligen Rechtsprechung des Bundesarbeitsgerichts mitwirkte. Bekannt wurde er auch als Verfasser des von Ludwig Enneccerus begründeten und von ihm fortgeführten Lehrbuchs zum BGB, dem Enneccerus/Nipperdey.

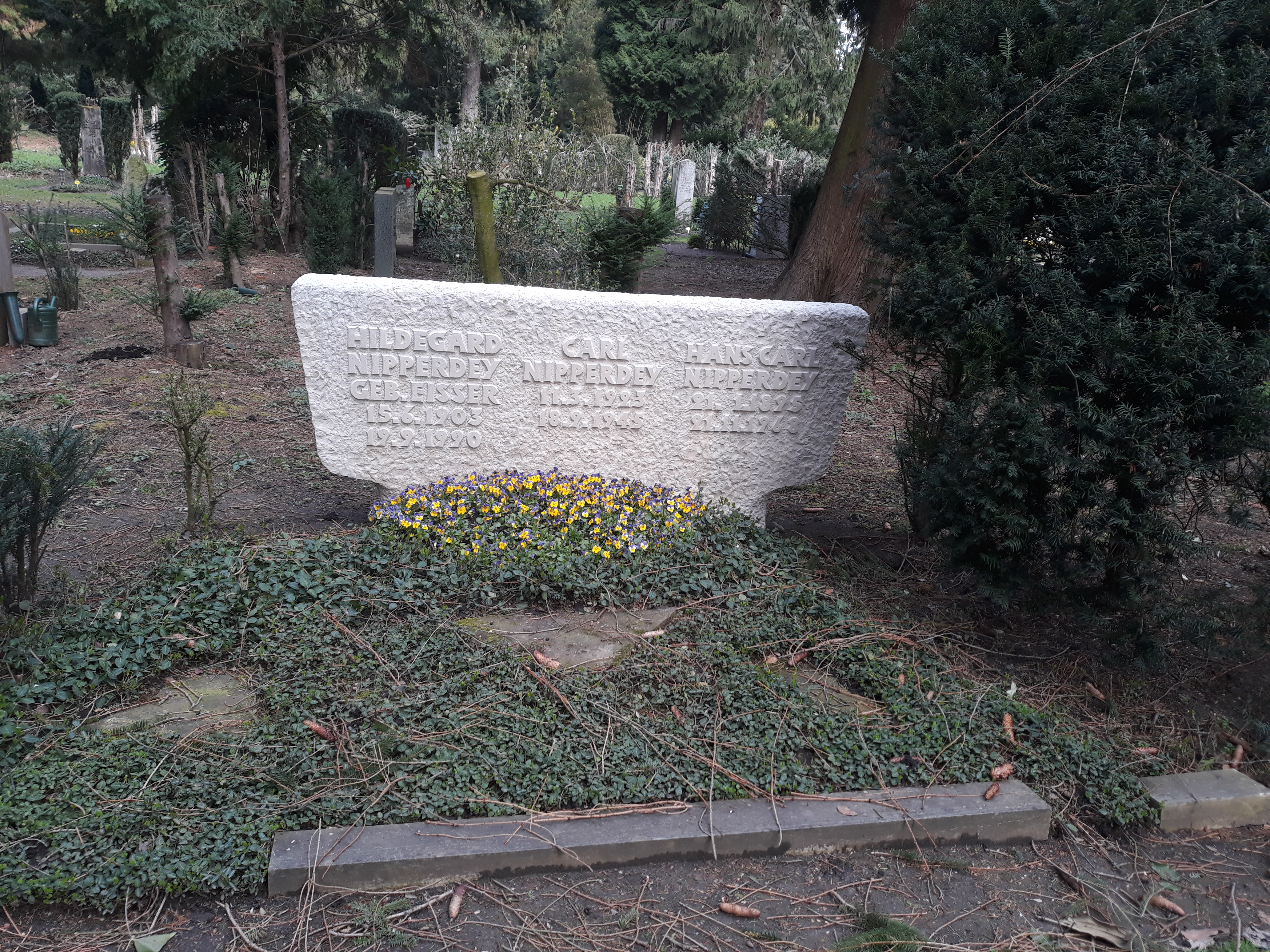
Familiengrab Hans Carl Nipperdey, Südfriedhof Köln.

Hans Carl Nipperdey war Vater des Historikers Thomas Nipperdey und der Theologin Dorothee Sölle. Seine Grabstätte befindet sich auf dem Kölner Südfriedhof.

### Wirken
Nipperdey hat maßgeblich dazu beigetragen, in legale und illegale beziehungsweise Wilde Streiks zu unterscheiden und sich damit – verglichen mit England, Frankreich oder den USA – für ein besonders unternehmerfreundliches und restriktives Streikrecht eingesetzt. Illegal sind Streiks, wenn noch Tarifverträge bestehen, wenn sie nicht von einer Gewerkschaft organisiert sind oder wenn es um andere Themen als Tarife und Löhne geht.
Nipperdey sah Whistleblowing als problematisch an. Nipperdeys Einfluss aus seiner Wirkungszeit in der Bundesrepublik Deutschland führte so weit, dass selbst die 2014 vom Europarat vorgeschlagene Empfehlung zur Einführung gesetzlicher nationaler Regelungen zum Schutz von Whistleblowern in den Mitgliedsländern der Europäischen Union, gefolgt 2018 vom Europäischen Parlament mit einem weiteren Vorschlag für mehr Schutz bis 2022 in Deutschland noch nicht eingeführt wurde.

## Kontroversen
Schon zu Lebzeiten Nipperdeys war bekannt, dass er für seine publizistische Produktivität jüngere Mitarbeiter in außergewöhnlichem Maße in Anspruch nahm, deren Arbeiten er unter eigenem Namen veröffentlichte. So seien die meisten unter seinem Namen erschienenen Arbeiten aus der Nachkriegszeit nicht von ihm verfasst gewesen. Dies manifestierte sich in dem mehrfach berichteten Bonmot, auf seinem Grabstein werde stehen: „Hier ruht Professor Nipperdey – diesmal wirklich er selbst.“ Er selbst äußerte sich in diese Richtung in einem Brief: „Ich […] weiß noch heute nicht, wie ich die Neuauflage meines Enneccerus trotz mancher Mithilfe durch jüngere Herren herausbringen soll.“ Nach Auffassung Klaus Adomeits hatte Nipperdey aber trotzdem stets die „geistige Oberhoheit“ über seine Publikationen.

## Audio
- Den Unternehmern treu ergeben – Das Arbeitsrecht des Hans Carl Nipperdey (Memento vom 30. August 2022 im Internet Archive), MP3-Audiodatei: download, 43:44 Minuten, 39,9 MB.

## Ehrungen
- Großes Verdienstkreuz mit Stern und Schulterband der Bundesrepublik Deutschland
- Ehrenpräsident der Internationalen Gesellschaft für Arbeits- und Sozialversicherungsrecht
- Ehrendoktor der Universität Madrid
- Ehrendoktor der Universität São Paulo
- Ehrendoktor der Wirtschaftshochschule Mannheim
- Mitglied der Academia Nazionale dei Lincei
- Richard-Strauß-Medaille der GEMA
- Ehrenmitglied der Juristischen Gesellschaft in Kassel

## Veröffentlichungen (Auszug)
- Mit Alfred Hueck, Rolf Dietz: Kommentar zum  Gesetz zur Ordnung der nationalen Arbeit  in öffentlichen Verwaltungen  und Betrieben mit seinen Durchführungsverordnungen und den neuen Arbeitszeitbestimmungen. Beck, München/Berlin 1934.
- Roland Freisler, George Anton Löning und Hans Carl Nipperdey (Hrsg.): Festschrift für Justus Wilhelm Hedemann zum sechzigsten Geburtstag am 24. April 1938. Jena 1938.
- Die Pflicht des Gefolgsmannes zur Arbeitsleistung. In: Deutsches Arbeitsrecht. Jg. 6 (1938), H. 7/8, S. 186–190.
- Alfred Hueck, Hans Carl Nipperdey, Rolf Dietz: Gesetz zur Ordnung der nationalen Arbeit. Kommentar. 4. Auflage. München/Berlin 1943.
- Die Ersatzansprüche für Schäden, die durch den von den Gewerkschaften gegen das geplante Betriebsverfassungsgesetz geführten Zeitungsstreik vom 27.–29. Mai 1952 entstanden sind. Rechtsgutachten (= Schriftenreihe der Bundesvereinigung der Deutschen Arbeitgeberverbände. Bd. 9). Köln 1953.
- Soziale Marktwirtschaft und Grundgesetz. Heymann, Köln 1961.
- Grundrechte und Privatrecht. Krefeld 1961.